# ایلزه کاشوبه
ایلزه کاشوبه (آلمانی: Ilse Kaschube؛ زادهٔ ۲۵ ژوئن ۱۹۵۳) قایقران کایاک اهل آلمان بود.